# رينيه جوسيني
رينيه جوسيني (بالفرنسية: René Goscinny)‏ (14 أغسطس 1926 - 5 نوفمبر 1977) كان كاتبا فرنسيا و محرر وفكاهي، ويشتهر بكتابه الهزلي استريكس، والذي ألفه مع الرسام ألبير أوديرزو ، يشتهر أيضًا بعمله في السلسلة الكوميدية لاكي لوك مع موريس (تعتبر سلسلة العصر الذهبي).

## النشأة
ولد غوسيني في باريس عام 1926، لأسرة بولندية من أصل يهودي؛ والده هو ستانيسلو غوسيني (تعني الاسم «المضيف الجيد» باللغة البولندية) مهندس كيميائي من وارسو، بولندا، ووالدته هي آنا بيرسنياك-جوسينا من شودوركو، وهي قرية صغيرة في الجمهورية البولندية الثانية التي تعرف الآن بأوكرانيا. ولد كلود، وهو الاخ الكبير لرينيه قبله ب 6 سنوات، يوم 10 ديسمبر عام 1920. وقد اجتمع ستانيسلو وآنا في باريس وتزوجوا في عام 1919. ثم انتقلت عائلة جوسيني إلى بوينس آيرس، الأرجنتين، بعد عامين من ولادة رينيه، وذلك بسبب عمل الأب مهندسًا كيميائيًا هناك أمضى رينيه طفولة سعيدة في بوينس آيرس، ودرس في المدارس الفرنسية هناك. وكانت لديه عادة اضحاك الجميع في الصف، في الغالب للتعويض عن خجله الطبيعي. بدأ الرسم في وقت مبكر جدا، وكانت مصدر إلهامه هي القصص المصورة الذي كان يحب قراءتها.
في ديسمبر كانون الأول عام 1943 وبعد تخرجه من المدرسة، فقد جوسيني اباه وهو في عمر 17 سنة بسبب إصابته بنزيف في الدماغ، مما اضطره إلى العثور على وظيفة. في العام التالي، حصل على أول وظيفة، مساعد محاسب في مصنع إصلاح عجلات، وعندما أستغني عنه في العام التالي، عمل مصورًا ثانويًا في وكالة إعلانات.
غادر جوسيني الأرجنتين برفقة والدته وذهب إلى نيويورك في عام 1945، للانضمام إلى عمهم، بوريس، وهناك ومن أجل تجنب الخدمة العسكرية في الولايات المتحدة، سافر إلى فرنسا للانضمام إلى الجيش الفرنسي في عام 1946. خدم في أوباني، في كتيبة المشاة 141 في جبال الألب. ومع ترقيته إلى مرتبة كبير العريفين، أصبح هو المصور المعين من الكتيبة ورسم رسومات وصور للجيش.

## الأعمال الأولى
في السنة التالية، رسم كتاب الفتاة ذات العيون الذهبية، وعاد إلى نيويورك. لدى وصوله مر جوسيني بالفترة الأصعب في حياته. كان لفترة من الوقت عاطلا عن العمل، وحيد ومكسور تماما. ولكن بحلول العام 1948، فقد استعاد عافيته وبدأ العمل في استوديو صغير حيث التقى وصاحب ماد ويل الدر، جاك ديفيس وهارفي كورتزمان. ثم أصبح جوسيني المدير الفني في شركة كنن للنشر حيث كتب أربعة كتب للأطفال. وفي هذا الوقت التقى جوزيف جيليان، المعروف باسم جيجي، وموريس دي بيفير الملقب موريس، وهو رسام الكاريكاتير ومؤلف سلسلة لاكي لوك (الذي كتبها لاحقا جوسيني في الفترة من عام 1955 حتى وفاته في 1977).
كذلك، التقى جورج تروافونتين، رئيس وكالة الصحافة العالمية، الذي أقنع جوسيني بالعودة إلى باريس، والعمل في وكالته كرئيس لمكتب باريس في عام 1951. هنا، التقى ألبرت اوديرزو، وبدأ معه تعاونا طويل الامد  وبدأوا عبر بعض الأعمال لمجلة ل بون سواريه (امسيات جميلة) ، وهي مجلة للإناث ولاتي كتب لها جوسيني «سيلفي». ونشر جوسيني واوديرزو سلسلة جيهان بيستولت ولوك الصغير في مجلة لا ليبر جونيور.
في عام 1955، أسس جوسيني، برفقة جان ميشيل شارلييه، ألبرت اوديرزو وجان هيبراد، نقابة ايديبرس/ ايديفرانس. نشرت النقابة منشورات مثل كليرون لاتحاد المصانع وبيستولين لشركة شوكولاتة. وتعاون جوسيني واوديرزو في سلسلة بيل بلانشارت في جينوت، و بيستوليت في بيستولين وبنجامان وبنجامين في المجلة التي تحمل الاسم نفسه. وتحت الاسم المستعار "اغوستيني"، كتب جوسيني لي بتيت نيكولا -نيكولا الصغير- لجان جاك سيمبي في مجلة "لا موستيك -الحشرة- ولاحقا "جنوب الغرب" و"بيلوت".
في عام 1956، بدأ جوسيني بالتعاون مع مجلة تان تان. وكتب بعض القصص القصيرة لجو انجينوت وألبرت وينبرغ، وعمل على سينيور سباغيتي مع دينو أتانازيو ومونسيو تريك  مع بوب دي مور، وبرودنس بيتيبا مع موريس ماريشال، «جلوبيل لو مارتيان» و«الفونس» مع تبت، سترابونتين مع برك وموديست وبومبون مع أندريه فرانكوين. وفي عمل مبكرر مع اوديرزو، تم تجهيز اومبا-با ''، للنشر على شكل سلسلة في مجلة تان تان من 1958-1962. [11] بالإضافة إلى ذلك، ظهر جوسيني في مجلات: باريس فلرت (ليلى مانيكوان مع ويل) و«فيلان» («بونيفاس وأناتول» مع جوردوم، «بيبسي» مع غودار).

## بيلوت واستريكس
في عام 1959، بدأت نقابة ايديبرس-ايديفرانس بنشر مجلة الكاريكاتير "بيلوت". [13] أصبح جوسيني واحدا من الكتاب الأكثر إنتاجا للمجلة. في العدد الأول للمجلة، أنتج شخصية "استريكس" الشهيرة، مع اوديرزو. هذه السلسلة كانت ضربة نجاح وهي الآن مشهورة في جميع أنحاء العالم. قام جوسيني أيضا بإعادة تشغيل سلسلة لو بوتي نيكولا وجيهان بيستولت، التي تسمى الآن جيهان سوبوليت. كما بدأ جوسيني«جاكو لي موس» و«ترومبلون وبوتاكلو»  مع غودار.
كان قد اشترى المجلة جورج دارغود في عام 1960، وأصبح جوسيني رئيسا للتحرير. كما بدأ سلسلات جديدة مثل لي ديفاغوسيون دي مونسنيور سي - توت (مع مارشال)، لا بوتاكولوجي المصورة (مع كابو)، وليه دينغودوسييه (مع جوتليب) ولا فوريت دي شينبو  (مع ميك ديلنكس ). مع طبري، أطلق «الخليفة هارون البوساه»  في مجلة «السجل»، سلسلة استمرت في وقت لاحق في مجلة بيلوت تحت اسمايزنوغود. مع ريمون ماكيروت فقد انتج شخصية بانتوفل لمجلة  "سبيرو"
توفي جوسيني في باريس من نوبة قلبية في 5 تشرين الثاني 1977، عن عمر يناهز ال 51.
منذ عام 1996، تقدم جائزةرينيه جوسيني سنويا في مهرجان أنغولم الدولي للكاريكاتير في فرنسا كتشجيع للكتاب الفكاهيين الشباب.

## العائلة
تزوج جوسيني جيلبرت بولارو - ميلو في عام 1967. في عام 1968 ولدت ابنتهما آن جوسيني، التي أصبحت أيضا مؤلفة.

## الجوائز
- 1974 : جائزة آدامسون أفضل فنان كوميدي دولي، السويد
- 2005 : تم وضعه في قاعة ويل آيسنير للمشاهير باعتباره خيار الحكام، في الولايات المتحدة

وفقا للمعلومات التي تتوفر في سجل اليونسكو للمواد المترجمة في نيسان 2008 فإن جوسيني في المرتبة ال22 كأكثر مؤلف ترجمت أعماله، حيث انه هناك 1,800 ترجمة لاعماله. (ولكن هذا الرقم لا يأخذ في الاعتبار عمله الإضافي تحت أسماء مستعارة.)

## وصلات خارجية
- رينيه جوسيني على موقع IMDb (الإنجليزية)
- رينيه جوسيني على موقع الموسوعة البريطانية (الإنجليزية)
- رينيه جوسيني على موقع مونزينجر (الألمانية)
- رينيه جوسيني على موقع ألو سيني (الفرنسية)
- رينيه جوسيني على موقع ميوزك برينز (الإنجليزية)
- رينيه جوسيني على موقع أول موفي (الإنجليزية)
- رينيه جوسيني على موقع قاعدة بيانات الأفلام السويدية (السويدية)
- رينيه جوسيني على موقع ديسكوغز (الإنجليزية)
- رينيه جوسيني على موقع قاعدة بيانات الفيلم (الإنجليزية)
- رينيه جوسيني على موقع كينوبويسك (الروسية)
- الموقع الرسمى لجوسيني (بالفرنسية)
- الموقع الرسمي ل ل«استريكس»
- Dupuis.com
- سيرة جوسيني الذاتية على أستريكس الدولية
- سيرة جوسيني الذاتية على لامبييك كوميكلوبيديا